# Pitcairnia andreana
Pitcairnia andreana là một loài thực vật có hoa trong họ Bromeliaceae. Loài này được Linden miêu tả khoa học đầu tiên năm 1873.

## Hình ảnh

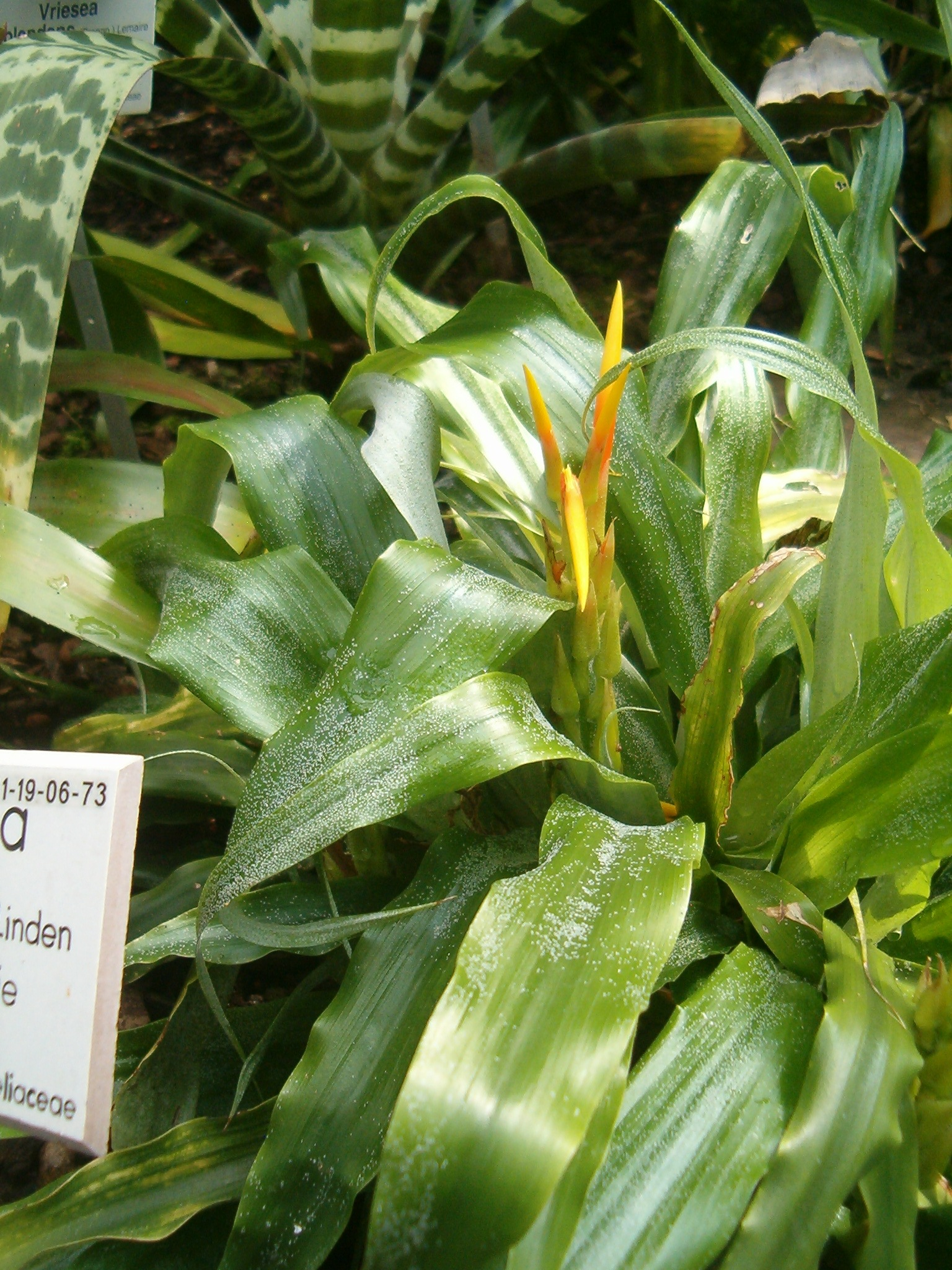
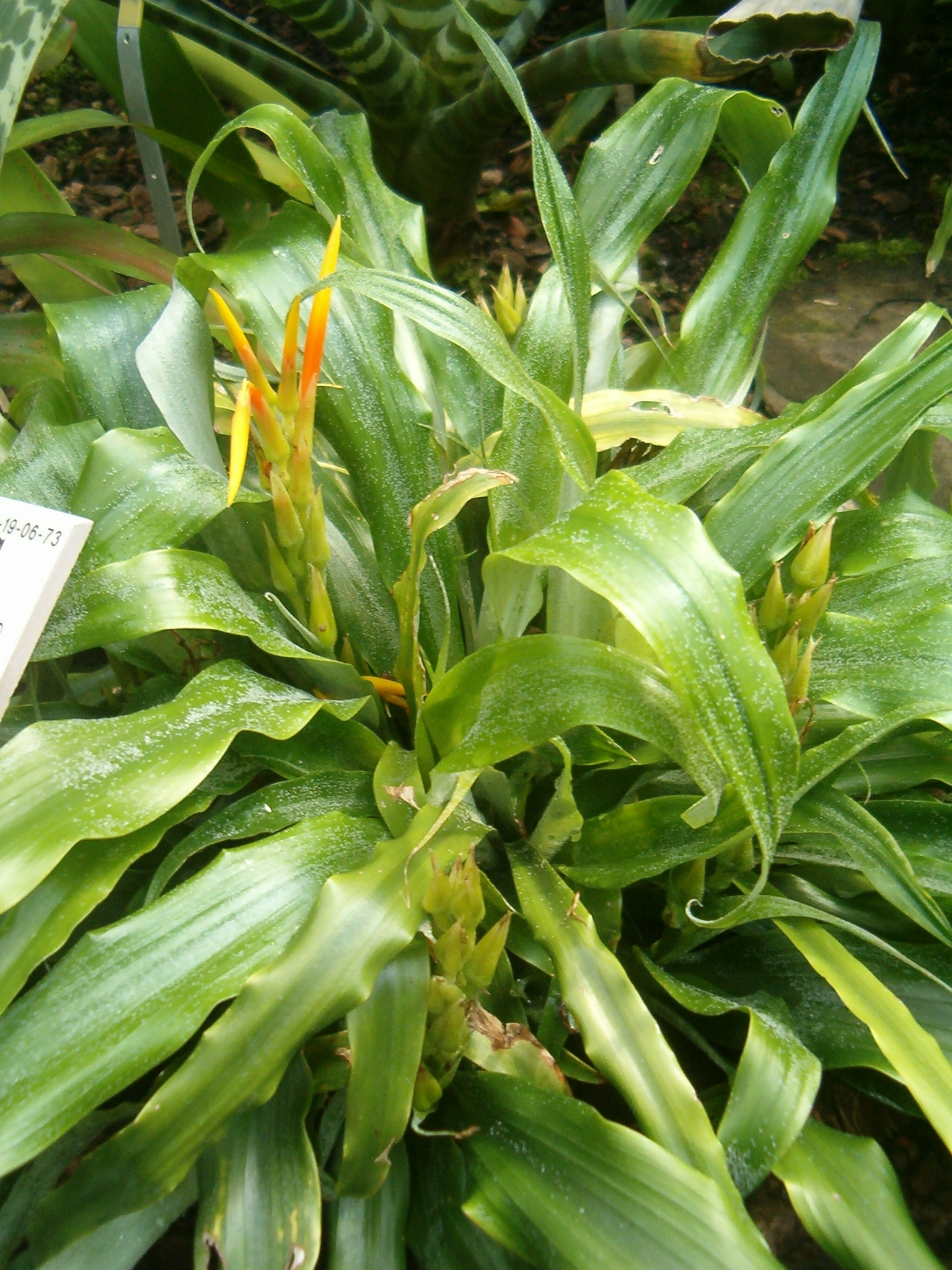